# Château de la Corbière (Saint-Quentin-les-Anges)
Pour les articles homonymes, voir Corbière.
Le Château de la Corbière était un château français, aujourd'hui lieu disparu, situé à Saint-Quentin-les-Anges, dans le département de la Mayenne et la région des Pays de la Loire. .

## Déisgnation
- L'hébergement, domaine et appartenances de la Corbière, 1415 (Censif de Mortiercrolles).

## Historique
Le manoir ancien est cité en 1590. Il s'agissait d'un fief mouvant de la Gastinière. 

## Famille
Une famille noble qui tire son nom de la Corbière de Saint-Quentin. La Corbière de Méral et la Corbière de Saint-Thomas-de-Courceriers ne furent possédées que pendant un petit nombre de générations par des familles du même nom. 
Au XVe siècle, on trouve souvent les sieurs de la Corbière dans les diverses universités. Pierre de la Corbière prend ses grades à Poitiers, 1491 ; Robert, à Caen, 1479 ; Jean, à Paris, 1493.
- Jeanne de la Corbière représentait, en 1586, « que les titres de ses prédécesseurs qui estoient au lieu de Mortelève (Souvigné, près de Sablé), avoient esté détruits dans les premiers troubles ».
- Nicolas de la Corbière, écuyer dans la compagnie du baron de Vassé, 1567, et marié depuis 1558 avec Jeanne de Cornesse, fut gouverneur de Sablé pour l'Union en 1590. Il avait donné partage en 1554 à ses oncles et tantes, parmi lesquels : Jeanne de la Corbière, femme de Roland Bignon, de Saint-Denis-d'Anjou : et François de la Corbière, marié à N. du Hardas, qui habitait le lieu seigneurial de la Porcherie, en Meslay.
- Charles de la Corbière, petit-fils du gouverneur de Sablé, issu du mariage de Charles de la Corbière, chevalier de l'Ordre de Saint-Michel, et de Françoise de Mégaudais, dame des Alleux de Cossé, s'établit dans cette terre. Marié : 1° à Marie Pidoux, fille du seigneur de la Roche-Fatton ; 2° à Marie de la Rochère, il acquit en 1629 du comte de Laval la seigneurie de Juvigné, porta les armes toute sa vie et fit monter la fortune de sa famille à son plus haut degré. Elisabeth de la Corbière, sa fille, épousait le 12 février 1616 Charles du Buat, seigneur de la Subrardière, en présence de Dominique Séguier, évêque de Meaux, et du représentant du chancelier Pierre Séguier[2]. Charles de la Corbière, seigneur des Alleux et de Juvigné, posa, en 1650, la première pierre d'un autel dans l'église de Cossé[3]. Charles de la Corbière fut maintenu dans ses titres de noblesse en 1635. Marie de Poulpry, au nom de ses enfants et de ses beaux-frères, se fit également maintenir le 14 juin 1668, déclarant que ses armes étaient : d'argent au lion de sable couronné, armé et lampassé de gueules.
- Charles de la Corbière est Abbé de Valence, au Diocèse de Poitiers. Il en était pourvu avant 1649, et fut aussi chanoine de Notre-Dame de Paris en 1658, prieur de Saint-Symphorien, de Loué, de la Trinité et de Saint-Agathe de Guingamp, et même, à titre commendataire sans doute, curé de Juvigné en 1671, 1672. Il était aussi conseiller au Parlement de Bretagne. Malgré tous ces bénéfices, il paraît que ses affaires étaient en assez mauvais état quand il mourut aux Alleux, le 10 décembre 1687, âgé de 54 ans.
- Claude de la Corbière, frère aîné de l'abbé, avait comme lui étudié le droit et obtint la charge de secrétaire au Parlement de Bretagne. Ce fut du reste depuis une tradition dans la famille. « Riche de 20 000 ₶ de rente et d'une ancienne maison », écrit Colbert, il avait épousé Marie de Poulpry. Il maria Charles-Guillaume de la Corbière, son fils, à Françoise de la Monneraie, fille de René de la Monneraie, aussi secrétaire au parlement de Bretagne. Aux générations suivantes, l'alliance d'une fille unique de la famille de Fontenelles (Laigné), celle d'une Demoiselle de la Forêt d'Armaillé, augmentèrent encore la fortune et le renom des La Corbière, qui se fondit pour la branche aînée dans la famille du Hardas d'Hauteville. Les branches cadettes se perpétuèrent aux Poiriers, à la Bénichère de Juvigné, et ailleurs. Une Demoiselle de la Corbière, mariée à M. Picot du Pont-Aubrée, était prisonnière à Ernée le 18 prairial an II.
- René-Gilbert-Anne de la Corbière, de la branche des seigneurs du Feu en Juvigné, était fixé à Juilley (Manche), 1742.
- La famille de la Corbière subsiste en Poitou. Le cimetière de Juvigné garde aussi plusieurs tombes de la famille[4].

## Sources et bibliographie
- « Château de la Corbière (Saint-Quentin-les-Anges) », dans Alphonse-Victor Angot et Ferdinand Gaugain, Dictionnaire historique, topographique et biographique de la Mayenne, Laval, A. Goupil, 1900-1910 [détail des éditions] (BNF 34106789, présentation en ligne)